# Imprimeure
L'imprimeure ou imprimature (de l'italien imprimatura) est, en peinture artistique, une technique de préparation du support (panneau de bois ou toile), qui consiste à appliquer une couche d’impression sur l’encollage du support à peindre afin de le préparer à l’emploi avant l’application de la peinture.

## Emploi de l’imprimeure
À l’origine du fait de l’impossibilité d’appliquer la peinture directement sur l’encollage (qui sert à isoler le support afin de le rendre non absorbant), il fallait une couche intermédiaire pour préparer le support avant d’appliquer la peinture. Dans la peinture moderne, l’enduit à base de colle ou d’huile remplit ce rôle. L’imprimeure avait la même fonction et était appliquée à l’aide d’un couteau et faisait office de fond coloré.

## Évolution du procédé

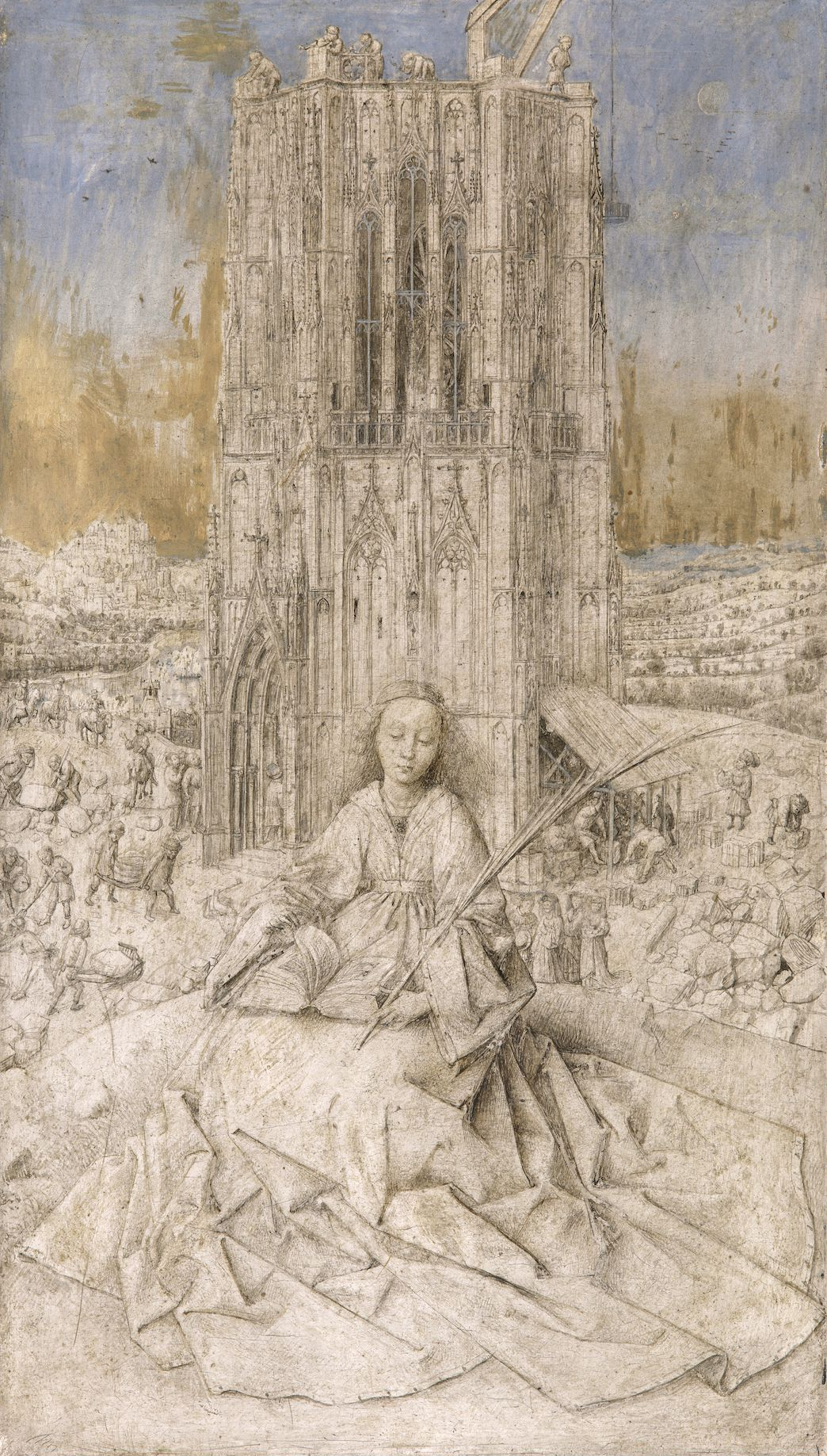
Jan Van Eyck, Sainte Barbe (1437) Koninklijk Museum voor Schone Kunsten, Anvers. Sur un fond d'imprimeure rose, le sujet est ébauché en camaïeu.

L’origine de l’usage d’une couche d’impression pour la peinture de chevalet provient de la technique de la fresque. Au Moyen Âge, des peintres comme Giotto préparaient le support en appliquant un « intonaco » avant le travail pictural.
L’imprimeure qui fut d’abord employé dans la tempera était le verdaccio qui consistait en un mélange d’ocre, de craie, et de noir appliqué en grisaille sur le gesso. Un exemple de procédé similaire est observé sur une des premières peintures à l’huile, la représentation de sainte Barbe par Jan van Eyck, œuvre inachevée qui laisse voir une préparation rose clair décolorée avec le temps.
À partir de la seconde moitié du XVIe siècle, des peintres comme Nicolas Poussin ou Vélasquez utilisèrent un fond opaque de couleur foncé (brun-rouge ou ocre rouge) qui bloquait la lumière, d’autres peintres tel Rembrandt avaient recours à une double imprimeure en ajoutant par-dessus la couche de brun-rouge une seconde couche grise. L’imprimeure avait l’inconvénient de repousser par-dessus la peinture. Avec le temps, des œuvres du XVIIe siècle laissent transparaître le fond rouge.
À partir du XVIIIe siècle, d’autres préparations sont employées. Watteau et Reynolds par exemple peignaient sur une imprimeure de ton gris clair. Depuis la commercialisation de toiles à peindre généralement apprêtées d'un enduit blanc, la définition de l'imprimeure a évolué et désigne une sous-couche de peinture colorée que l'on applique sur la toile enduite afin de donner une tonalité d’ensemble à un tableau.

## Autres types d'imprimeures
En carrosserie automobile, il était de tradition de préparer un fond constitué d'une couche d'ocre rouge puis une couche de gris comme « teinte dure » avant d'appliquer la couleur définitive.
En dorure, le bol d'Arménie ou « assiette à dorer » tient le même emploi que l'imprimeure en apprêtant le support et en permettant l'adhérence de la feuille d'or.